# Wunibald
Der Heilige Wunibald (auch Wynnebald, Winnebald) (* 701 in Wessex; † 18. Dezember 761 in Heidenheim) war Gründer und erster Abt des Klosters Heidenheim am Hahnenkamm.

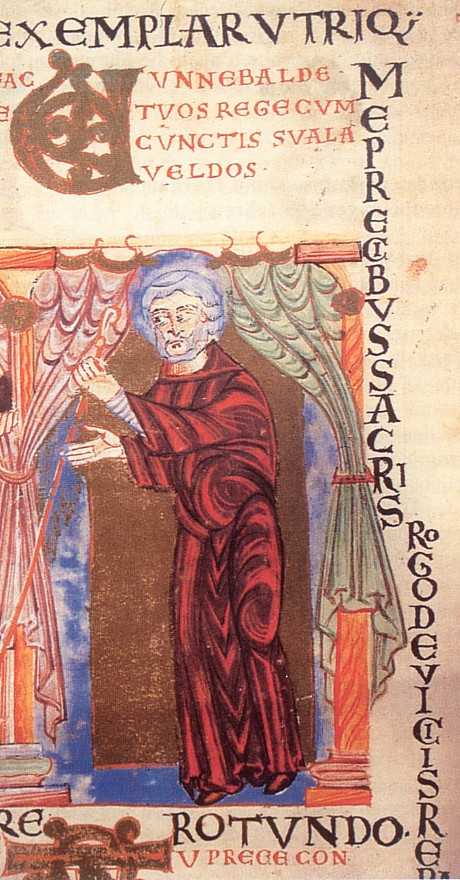
Der Mönch Wunibald, dargestellt im Pontifikale Gundekarianum des 11. Jahrhunderts

## Leben

### Abstammung, Werdegang, Romaufenthalte
Wunibald war einer von vier Söhnen eines begüterten Angelsachsen in Südengland, der ab dem 12. Jahrhundert als heiliger Richard verehrt wurde. Der Name der Mutter ist unbekannt; sie wird ab dem Mittelalter als heilige Wuna verehrt. Die Mutter hat er früh verloren; von seiner Stiefmutter ist der Name ebenfalls nicht überliefert. Von seinen mindestens fünf (Stief-)Geschwistern, darunter zwei Schwestern, sind nur sein Bruder Willibald (* 700) und seine Schwester Walburga (* um 710) namentlich bekannt. Die Familie war wahrscheinlich mit Winfried-Bonifatius verwandt. Während Willibald mit fünf Jahren ins Kloster Waldheim gebracht wurde, blieb Wunibald zu Hause.
720/21 unternahm Wunibald unter Verzicht „auf das väterliche Erbe“ (Vita) mit Willibald und dem Vater eine Pilgerreise nach Rom. Nach dem Tod des Vaters in Lucca und dem Aufbruch des Bruders im Frühjahr 723 nach Palästina absolvierte Wunibald in Rom eine theologische Ausbildung und erhielt die Tonsur.
Ab 727 hielt er sich in England auf, um Landsleute anzuwerben. 730 kehrte er mit einem jüngeren Bruder nach Rom zurück, wo er bis 738 verblieb.

### Missionstätigkeit in Germanien
Um 738 wurde er von Bonifatius während dessen dritter Romreise zur Missionsarbeit nach Bayern und Thüringen gerufen. Bonifatius weihte ihn dann im darauffolgenden Jahr im thüringischen Sülzenbrücken zum Priester und setzte ihn als Verwalter eines Sprengels von sieben Kirchen, darunter Sülzenbrücken, ein.
744 weilte er beim bayerischen Herzog Odilo von Bayern, der ihm Güter vermachte. Von ca. 744 bis 747 hielt er sich als Missionar an der Nordfiluse (in der heutigen Oberpfalz) auf. Anschließend war er bis 751 Prediger in Mainz.

### Klosterabt in Heidenheim
Im Frühjahr 752 gründete er nach Grunderwerb mit Willibald, seit 741 Klosterbischof in Eichstätt, das Eigenkloster Heidenheim im Sualagau und stand ihm als Abt vor.
Kurz vor seinem Tode reiste Wunibald, der zeitlebens an einer schweren rheumatischen Krankheit litt, nach Würzburg und Fulda. 761 entschloss er sich zum Eintritt in das Kloster Montecassino, an dessen Wiederaufbau Willibald von 729 bis 739 maßgeblich beteiligt war, verwirklichte aber auf Abraten seiner Verwandten diesen Entschluss nicht. Er starb am 18. Dezember 761 im Kloster Heidenheim im Beisein von Willibald. Nach seinem Tod ging die Leitung der zu einem Doppelkloster erweiterten Abtei Heidenheim nach fränkischem Lehensgesetz an Walburga über; doch bereits um 790 besetzte Bischof Gerhoh Heidenheim mit Säkularkanonikern.

## Heiligsprechung, Lebensbeschreibung und Verehrung
Die Elevation und Translation der Gebeine Wunibalds durch Willibald in die Krypta des Neubaus der Klosterkirche am Tage des zweiten Äquinoktiums am 24. September 777 sowie die Weihe der Kirche am Jahrestag der Überführung am 24. September 778 kamen einer ortsgebundenen Kanonisation Wunibalds gleich. Im September 879 wurden die Gebeine abermals erhoben und – zusammen mit den Reliquien der hl. Walburga – nach Eichstätt überführt, jedoch nach drei Tagen wieder zurückgebracht. 889 schenkte König Arnulf der Eichstätter Kirche den bislang nicht lokalisierbaren Ort Sezzi, den Bonifatius, Willibald, Sola und auch Wunibald oft besucht haben sollen. Gundekar II., von 1057 bis 1075 Bischof von Eichstätt, setzte als Gedenktag Wunibalds den 18. Dezember fest und nahm ihn in seinem Pontifikale, dem Gundekarianum, unter die zwölf Bistumspatrone auf. In der Folgezeit erhielten mehrere Kirchen das Wunibald-Patrozinium und wurde Wunibald in mehreren Kalendarien außerhalb der Diözese der Verehrung anheimgestellt. Allerdings war seine Verehrung niemals so weit verbreitet wie die des hl. Willibald und vor allem die der hl. Walburga.
Von 1152 bis 1555 wurde das Benediktinerkloster Heidenheim wiedererrichtet. Zwischen 1182 und 1196 erfolgte die Translation der Reliquien durch Bischof Otto in die neue Klosterkirche. 1256 waren die Wunibald-Reliquien noch einmal für kurze Zeit in Eichstätt. 1363 wurden sie im neuen Chor der Heidenheimer Kirche bestattet. Ob sie jemals in die 1483/84 am Aufgang zum Hochaltar errichtete spätgotische Tumba umgebettet wurden, ist fraglich; bei einer Öffnung der Tumba im Jahr 1969 fand sich in ihr nur Erde. Nachgewiesen ist, dass 1606 die Markgrafen Christian und Joachim-Ernst von Ansbach das Haupt des Heiligen nach Scheer (Württemberg) an Truchsess Christoph von Waldburg abgaben; dort wird es noch heute in einem kostbaren Reliquiar verehrt. Nachdem 1529 der letzte Heidenheimer Abt resigniert und geheiratet hatte, wurde 1533 der evangelische Gottesdienst eingeführt und 1537 das Kloster aufgelöst.
Nach 778 zeichnete die Heidenheimer Nonne Hugeburc aufgrund von Berichten Walburgas und Willibalds die Lebensbeschreibung ihres Verwandten Wunibald auf und fasste sie mit derjenigen Willibalds zu einer Doppelvita zusammen. Ihre „Vita Wynnebaldi“ vermittelt einen guten Einblick in das Denken und Wirken eines englischen Wandermissionars zur Gründungszeit der mitteldeutschen Bistümer, auch wenn man genaue Daten und Schilderungen nicht erwarten darf.

## Gedenktag
Der Gedenktag des heiligen Wunibald in der katholischen, evangelischen und der griechisch-orthodoxen Kirche ist der 18. Dezember. Im Bistum Eichstätt wird das Fest am 15. Dezember gefeiert.
Für den Gedenktag des Heiligen gelten folgende Bauernregeln:
- Um den Tag des Wunibald, da wird es meistens richtig kalt.

## St. Wunibald Kirchen
- St. Wunibald (Georgensgmünd)
- St. Wunibald (Meinheim)
- St. Wunibald (Nürnberg), in Nürnberg, Stadtteil Falkenheim
- St. Wunibald (Rudertshofen)
- St. Wunibald (Ursheim)

## Belege
1. ↑  Kirchenzeitung für das Bistum Eichstätt, 32. Jg. (1969), Nr. 24, S. 7.
2. ↑  Odilo Engels: Wynnebald. In: Walter Kasper (Hrsg.): Lexikon für Theologie und Kirche. 3. Auflage. Band 10. Herder, Freiburg im Breisgau 2001, Sp. 1341. Frieder Schulz: Das Gedächtnis der Zeugen – Vorgeschichte, Gestaltung und Bedeutung des Evangelischen Namenkalenders, Göttingen 1975, S. 104.
3. ↑  Bistum Eichstätt, Kalendarium: HL. WUNIBALD, Gründerabt von Heidenheim

| Personendaten    | Personendaten                |
| ---------------- | ---------------------------- |
| NAME             | Wunibald                     |
| KURZBESCHREIBUNG | Heiliger, Abt von Heidenheim |
| GEBURTSDATUM     | 701                          |
| GEBURTSORT       | Wessex                       |
| STERBEDATUM      | 18. Dezember 761             |
| STERBEORT        | Heidenheim                   |